# Псефизма

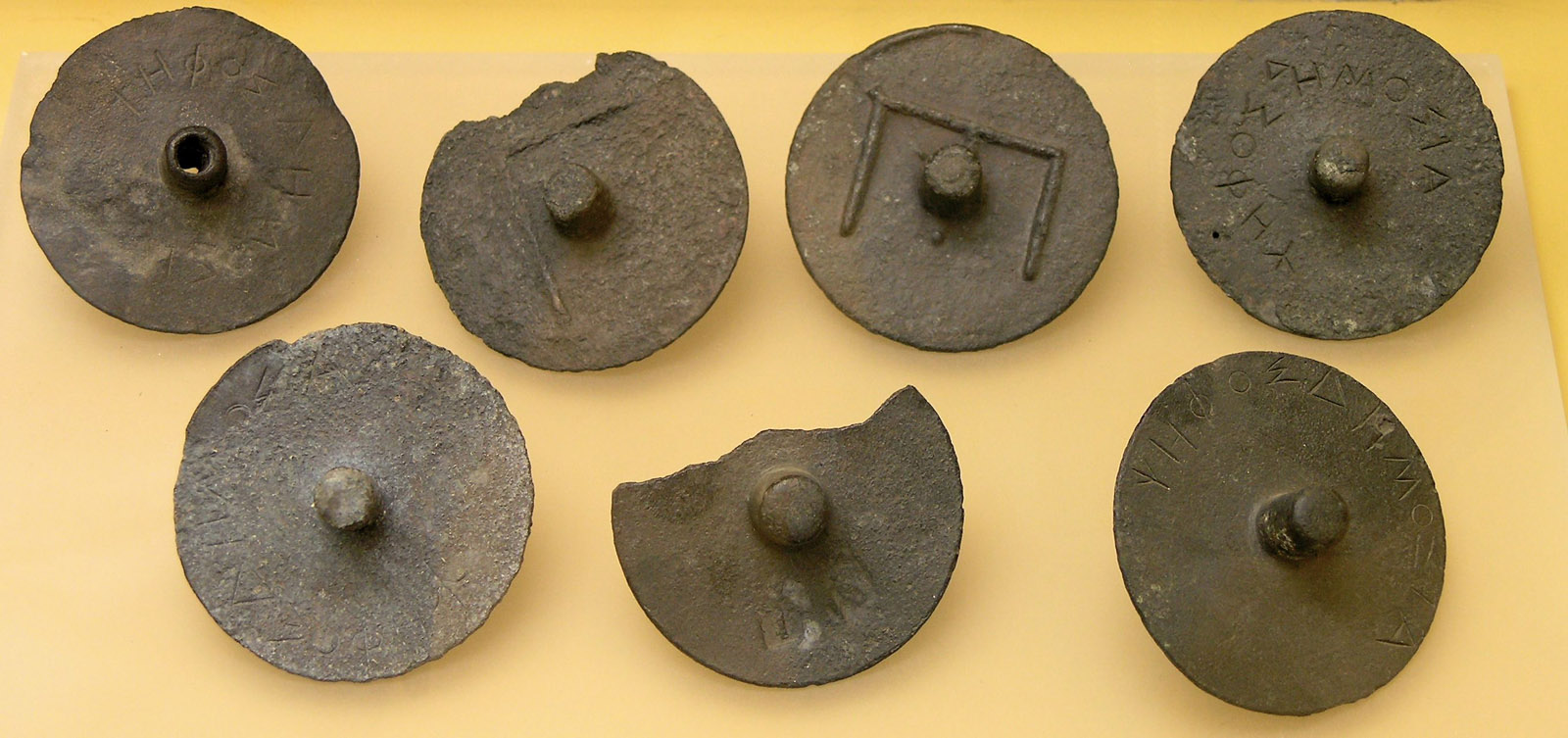
Псефы. Использовались для голосования (псефиксесидии). Полые стержни означало — «виновен».

Псефизма (др.-греч. ψηφισμα — решение) — в Древней Греции постановление народа (экклессии) или совета (буле) в виде индивидуального правового акта.
В отличие от закона, который обязателен во всех подобных случаях и для всех граждан, псефизма имеет значение лишь в единичных случаях и по отношению к единичным лицам.
Под понятие псефизмы подходили все правительственные распоряжения и приговоры, касавшиеся интересов отдельного лица: дарование права гражданства, обеспечение личной безопасности, остракизм. В последних трех случаях требовалось для утверждения псефизмы по крайней мере 6 000 голосов, которые подавались тайно на особых кружках, или черепицах, опускавшихся в урну (см. псефиксесидия). Формула псефизмы читалась народу первоначально эпистатом пританов, позднее эпистатом проэдров, причём подача голосов происходила путём поднятия рук.
Всякая псефизма была обязательна в течение одного года, и могла быть кассирована посредством другой псефизмы.